# Eleutheranthera ruderalis
Eleutheranthera ruderalis là một loài thực vật có hoa trong họ Cúc. Loài này được (Sw.) Sch.Bip. mô tả khoa học đầu tiên năm 1866.